# Raiffeisenbank Gilching

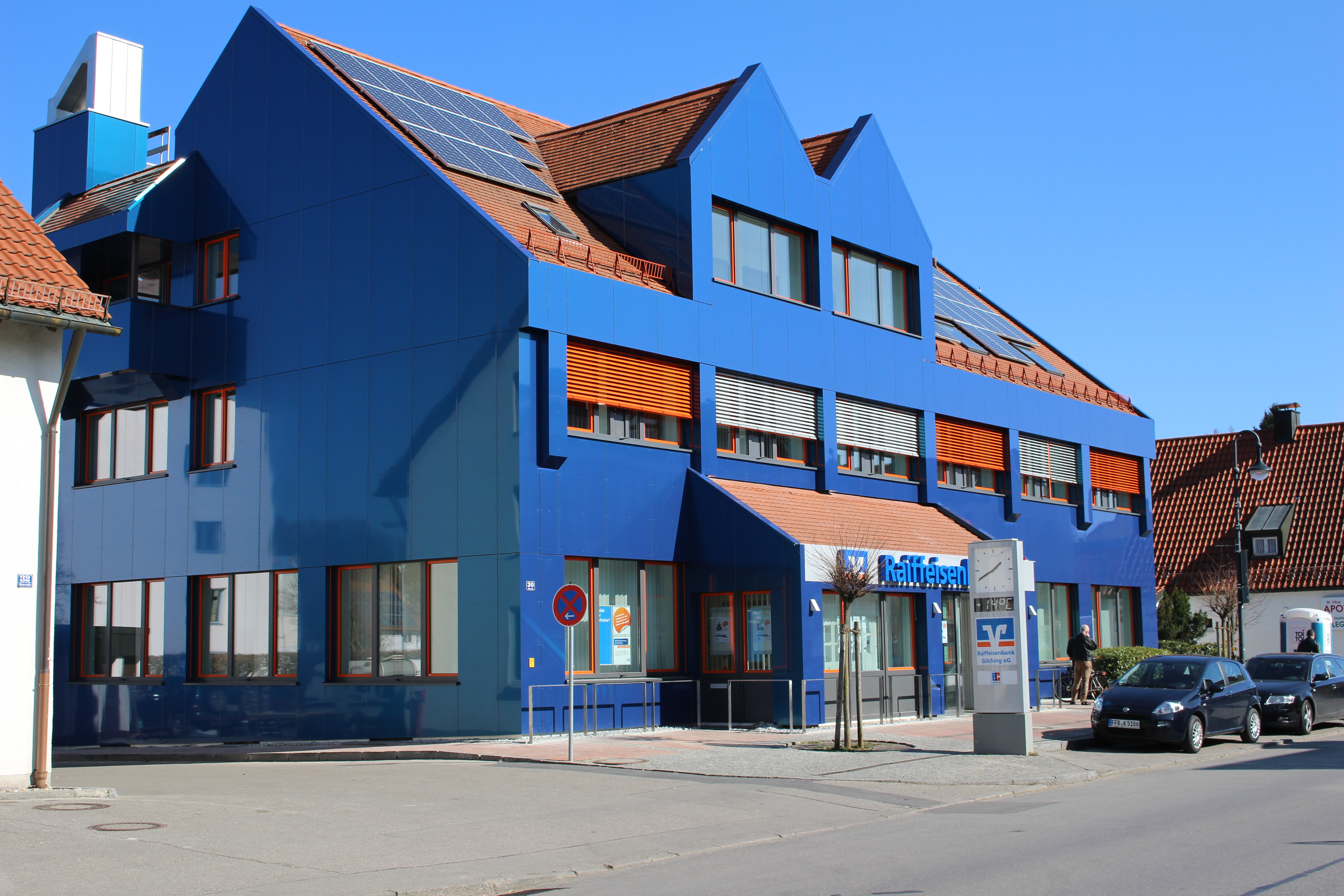
Hauptgebäude Raiffeisenbank Gilching
an der Römerstrasse 30 (2016)

Die Raiffeisenbank Gilching eG ist eine deutsche Genossenschaftsbank mit Sitz in der bayerischen Gemeinde Gilching im Landkreis Starnberg.

## Geschichte
Eine der ältesten Genossenschaften im Landkreis Starnberg ist der am 13. September 1893 gegründete ehemalige Spar- und Darlehenskassenverein Gilching, aus dem später die Raiffeisenbank Gilching eG hervorging. Zu dieser Zeit hatte Gilching 715 Einwohner, die auf 90 landwirtschaftlichen Anwesen verteilt waren. Mit der Gründung verpflichtete sich die Genossenschaftsbank zur wirtschaftlichen Förderung ihrer Kunden und Mitglieder. Die Raiffeisenbank Gilching die letzte, nicht durch Fusionen geprägte, selbständige Genossenschaftsbank im Landkreis Starnberg und hat sich bis heute ihre Eigenständigkeit bewahrt.

## Rechtsverhältnisse
Die Raiffeisenbank Gilching eG ist im Genossenschaftsregister beim Amtsgericht München unter GnR 2097 eingetragen.

## Organisationsstruktur
Rechtsgrundlagen sind das Genossenschaftsgesetz und die durch die Generalversammlung beschlossene Satzung. Organe der Bank sind der Vorstand, der Aufsichtsrat und die Generalversammlung.

## Sicherungseinrichtung
Die Raiffeisenbank Gilching eG ist der amtlich anerkannten Sicherungseinrichtung des Bundesverbandes der Deutschen Volksbanken und Raiffeisenbanken GmbH und der zusätzlichen freiwilligen Sicherungseinrichtung des Bundesverbandes der Deutschen Volksbanken und Raiffeisenbanken e.V. angeschlossen.

## Geschäftsausrichtung
Die Raiffeisenbank Gilching eG betreibt das Universalbankgeschäft. Im Verbundgeschäft arbeitet sie mit der DZ Bank, R+V Versicherung, Bausparkasse Schwäbisch Hall, Teambank, VR Leasing,  DZ Hyp und der Union Investment zusammen.

## Geschäftsgebiet
Das Geschäftsgebiet liegt im Norden des Landkreises Starnberg.
Neben der Geschäftsstelle am Hauptsitz der Bank wird nur noch eine weitere Geschäftsstelle in Gilching betrieben.

## Vorstandsvorsitzende
1893 - 1936 August Pentenrieder
1936 - 1946 Ludwig Artner
1946 - 1948 Xaver Betz
1948 - 1968 Max Priemeier
1968 - 1994 Martin Wallner
1994 - 1998 Siegfried Lackmaier
1998 - 2020 Wolfgang Schneider / Reinhold Coulon
2020 - 2021 Reinhold Coulon / Jochen Beier
ab 2022     Jochen Beier /    Oliver Glöggler